# Afvæbning af Tyske soldater
|  | Denne artikel er oprettet af botten Steenthbot ud fra en ekstern database. Den kan derfor have sproglige fejl eller mangler. Denne skabelon kan fjernes efter kontrol af indholdet. |

Afvæbning af Tyske soldater er en dansk dokumentarisk optagelse fra 1945.